# Gogo brevibarbis
Gogo brevibarbis es una especie de pez de la familia Anchariidae en el orden de los Siluriformes.

## Morfología
Los machos pueden llegar alcanzar los 25 cm de longitud total.

## Hábitat
Es un pez de agua dulce y de clima tropical.

## Distribución geográfica
Se encuentra en los ríos de la costa oriental de Madagascar.